# Parachernes foreroa
Espèce
Parachernes foreroa est une espèce de pseudoscorpions de la famille des Chernetidae.

## Distribution
Cette espèce est endémique du département d'Atlántico en Colombie. Elle se rencontre vers Barranquilla.

## Description
La femelle holotype mesure 3,2 mm et les mâles de 2,4 à 2,5 mm.

## Étymologie
Cette espèce est nommée en l'honneur d'Esther Forero, La Novia de Barranquilla.

## Publication originale
- Bedoya-Roqueme, 2019 : « Pseudoscorpiones of the tribe Chemetini (Chemetidae) from the Colombian Caribbeannew species and an identification key. » Revista ibérica de aracnología, no 34, p. 21-40.